# Doble (azienda)
La Doble è stata una casa automobilistica statunitense produttrice di automobili a vapore che è stata attiva tra il 1909 ed il 1931. L'influenza dell'azienda sul mercato automobilistico fu limitata, ma dal punto di vista dello sviluppo della tecnologia delle auto a vapore, la Doble fu una delle case automobilistiche più importanti.

## Storia

### Le origini: la Model B

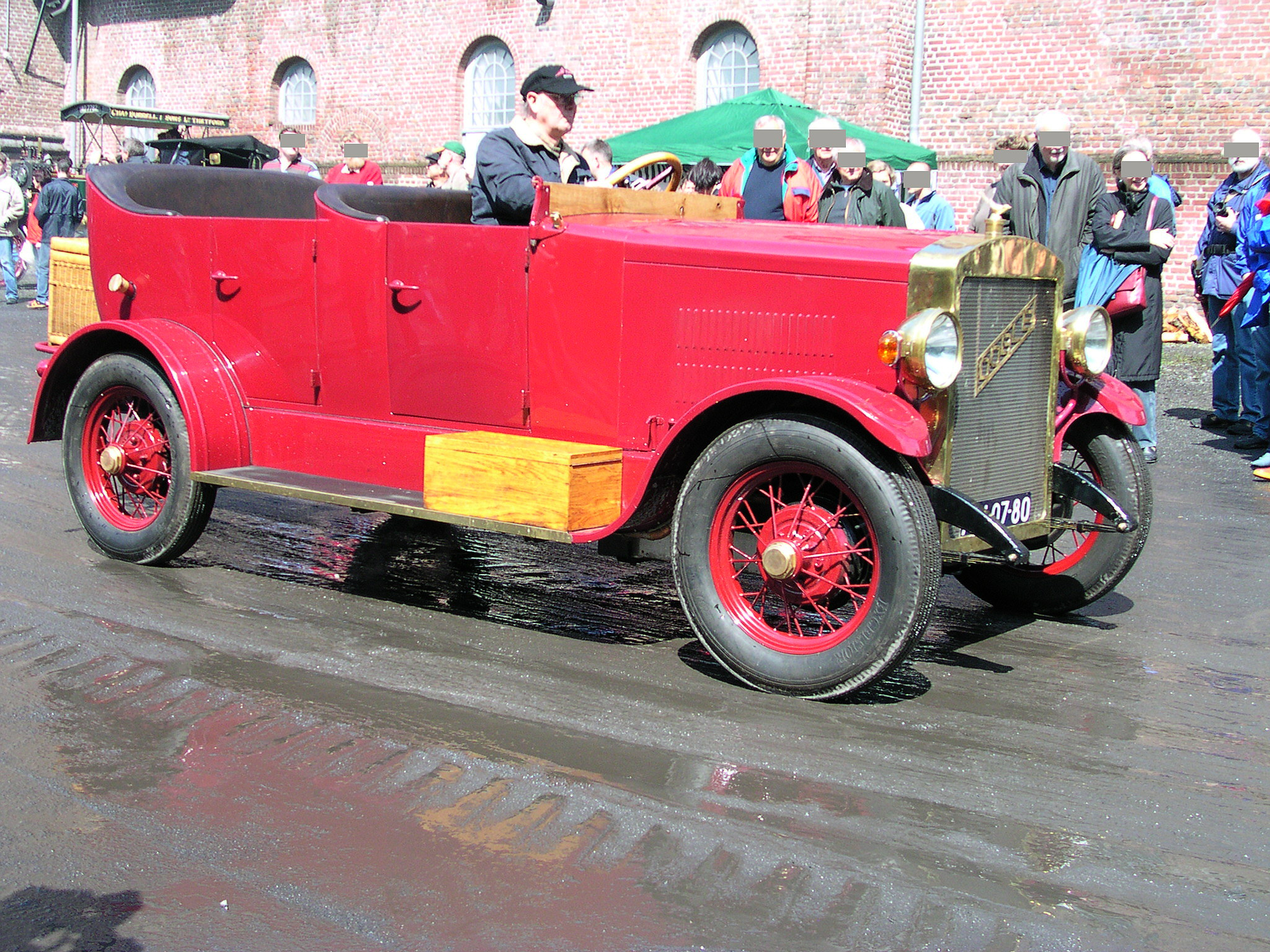
Un’auto a vapore prodotta dalla Doble

La Doble venne fondata dai quattro fratelli omonimi, Abner, William, John e Warren. Il loro padre, William, brevettò un tipo di turbina Pelton e fece fortuna. I quattro fratelli, in seguito, decisero di associarsi e di fondare una casa automobilistica che avrebbe prodotto auto a vapore. I quattro fratelli, nell'azienda, avevano differenti gradi di coinvolgimento.
Coadiuvato dai suoi fratelli, Abner costruì la sua prima auto a vapore tra il 1906 e il 1909 quando non aveva ancora terminato gli studi. Per realizzare il modello, utilizzò dei componenti di una vettura White. Il motore era però originale, dato che venne progettato da Abner Doble. Nonostante questo modello non avesse avuto il successo sperato, i fratelli Doble decisero di continuare nell'attività di imprenditori automobilistici costruendo altre due vetture negli anni seguenti. Nel 1910 Abner si trasferì nel Massachusetts con l'idea di studiare ingegneria al MIT, ma dopo essere andato fuori corso decise di concentrarsi sulle vetture a vapore. Il terzo prototipo realizzato dalla Doble, la Model B, fu caratterizzato da una serie di innovazioni tecnologiche che furono poi brevettate. Una delle più importanti fu l'installazione di un condensatore di vapore che permetteva il riciclo dei vapori esausti e quindi evitava i continui rabbocchi d'acqua che erano necessari sulla altre auto a vapore dell'epoca. Un altro miglioramento effettuato sulla tecnologia della auto a vapore che venne applicata alla Model B fu l'impiego dell'olio nel circuito del vapore acqueo. Questo accorgimento eliminava i problemi di corrosione e di calcificazione della caldaia. La Model B attirò quindi l'attenzione delle riviste del periodo. Nonostante il lento tempo di avvio, perlomeno rispetto a quello delle vetture con motore a combustione interna, la Model B era caratterizzata da prestazioni di alto livello. Ad esempio, era in grado di accelerare da 0 a 100 km/h in 15 secondi. Invece, una Ford Model T raggiungeva la propria velocità massima di 80 km/h in 40 secondi. La Model B, inoltre, non necessitava – come tutte le auto a vapore - del cambio e della frizione. Il suo motore, in aggiunta, era in grado di sviluppare una coppia cospicua a tutti i regimi. Comunque, anche questa caratteristica era consueta per le altre auto a vapore.

### La Doble Detroit
Nel 1915 Abner Doble si recò a Detroit in cerca di investitori. Riuscì nell'intento e raccolse 200.000 dollari che investì per fondare la General Engineering Company. A questo punto i fratelli Doble iniziarono lo sviluppo di un nuovo modello a cui fu dato il nome di Model C (la vettura fu poi conosciuta anche come "Doble Detroit"). L'obiettivo era quello di sviluppare un modello che perfezionasse la tecnologia della Model B. Ad esempio, la nuova vettura aveva installato un sistema d'accensione automatico che si attivava tramite una chiave posta nell'abitacolo e che evitava l'avviamento manuale. Inoltre, fu migliorata la caldaia. Per tale motivo il combustibile riusciva a scaldare velocemente l'acqua e quindi permetteva l'avvio da freddo in 90 secondi. Inoltre, fu prevista una ripartizione dei pesi ottimale che contribuì a fornire al modello stabilità e maneggevolezza. Per tale motivo, la Detroit era un modello facile da guidare ed era dotata di prestazioni di alto livello. Inoltre, era silenziosa e affidabile. L'unico difetto del modello risiedeva però nella scarsa efficacia del sistema frenante.
La Detroit riscosse un ottimo successo al salone dell'automobile di New York del 1917. La Doble ricevette più di 5.000 richieste d'acquisto. Le consegne iniziarono poi nei primi mesi del 1918. Dei problemi di produzione che sorsero in seguito non permisero però di onorare le richieste e quindi furono prodotti pochissimi esemplari. Si stima infatti che vennero realizzate in totale tra le 11 e le 80 unità. I problemi che portarono a questa produzione molto limitata erano collegati alle difficoltà di approvvigionamento dei materiali che erano causate dagli eventi collegati alla prima guerra mondiale, ad alcune problematicità tecniche che cagionarono una scarsa affidabilità delle vetture ed, infine, da alcuni attriti che si registrarono tra i fratelli Doble. Questi ultimi portarono poi anche ad una vertenza legale che causò la separazione dei quattro fratelli che presero strade diverse.

### La Model D
Nel 1922 venne lanciata la nuova vettura, la Model D. Il nuovo modello era dotato di un motore a due cilindri. Questa vettura montava un nuovo tipo di caldaia ed era provvista di un isolamento termico superiore. Il motore comunque dava alcuni problemi d'avviamento. Anche per tale motivo, di Model D ne furono realizzati solo cinque esemplari.

### La Model E
Sempre nel 1922 fu lanciato la Model E. Essendone sopravvissuti diversi esemplari, la Model E è considerate la "Doble per eccellenza". La caldaia produceva vapore a 52 bar di pressione ed a 400 °C di temperatura. Il motore installato fu poi utilizzato anche sulla vettura successiva, la Model F. Nel 1923, il prezzo di vendita era compreso tra i 8.800 ed i 11.200 dollari. Dal 1922 al 1925 vennero realizzati 24 esemplari in varie carrozzerie (limousine, roadster, ecc.). Tra gli acquirenti del modello ci furono il maharajah Sir Kishan Singh e Howard Hughes. Una delle vetture appartenute a quest'ultimo, è stata in seguito acquistata da Jay Leno. L'ultimo esemplare prodotto non fu venduto e venne utilizzato da Abner Doble.  Della Model E sono sopravvissuti 12 esemplari.

### La Model F
Le novità collegate a questa vettura erano associate alla caldaia. Altre modifiche furono applicate alla pompa d'alimentazione. In totale, di Model F ne vennero realizzati sette esemplari.